# 카라스 (유유백서)
카라스(鴉)는 《유유백서》에 등장하는 등장인물이다.

## 소개
폭탄을 지배하는 요괴로 쿠라마를 위험에 빠트렸던 인물. 요호가 아닌 인간의 몸으로 마계의 식물을 부를 수 없다는 착각에 빠져서 최후의 일격을 하던 중에 결국 쿠라마의 흡혈식물에게 피를 빨리면서 목숨을 잃어 죽음.